# 扫黄打非·净网2014
“扫黄打非·净网2014”专项行动，是由中华人民共和国全国“扫黄打非”工作小组办公室、中央网络安全和信息化委员会办公室、工业和信息化部以及公安部联合实施的“打击利用互联网制作传播淫秽色情信息行为”的专项行动，這是繼「2013年中華人民共和國集中打擊整治網絡違法犯罪專項行動」以來的第二次由政府主導的針對公共網絡世界資訊的掃蕩行動，官方訂立行動實施時間範圍由2014年4月15日持續到11月，分4個主要中心內容：「清源2014」、「淨網2014」、「秋風2014」、「固邊2014」，聲言打擊對象是「非法出版物」、「淫穢色情文化垃圾」、「假媒體、假記者站、假記者（三假）」。官方制定的行动实施时间范围由2014年4月中旬持续到11月。 在该行动的影响下，一批色情网站遭到关停之余，很多公共网络服务、文学网站也因此受到冲击，媒体认为打击人民消遣，反造成浮躁与社会骚动，当局心里也清楚治安问题会加重，选择性处理故没有彻底，这种网上扫黄正是缩紧言论的幌子。

## 背景
2014年2月中共成立中央网络安全和信息化领导小组，将网络安全视为国家发展的重要问题。而此次行动也正好发生在2014年年初东莞扫黄事件后不久。

## 行动方式
官方为此次行动制定了以下几种实施方式：
- 全面清查网上淫秽色情信息

要求各地对网站、搜索引擎、应用商店、网络电视棒、机顶盒等进行清查，含有“淫秽色情内容”的文字、图片、视频、广告等信息“一律立即予以删除”。
- 依法严惩制作传播淫秽色情信息的企业和人员

对“制作传播淫秽色情信息问题严重”的网站、频道、栏目要求整顿、关闭或吊销相关行政许可；非法网站“一律依法予以关闭或取消联网资格”；对“制作、复制、出版、贩卖、传播淫秽电子信息”涉嫌构成犯罪的，根据《中华人民共和国刑法》和最高人民法院、最高人民检察院等法律法规追究刑事责任；为“传播淫秽色情信息”提供方便的电信运营商、网络接入服务商、广告服务商、代收费服务商等追究相关刑事行政责任。
- 严格落实互联网企业主体责任

要求网站、电信运营商、网络接入服务企业“立即开展自查自纠”，清理网上“淫秽色情”信息或链接，研发应用防范“淫秽色情信息”传播的技术措施，不得为“淫秽色情信息”提供传播条件、渠道。
- 严肃追究失职渎职责任

对“疏于监管”的有关行业监管部门、行政许可审批或备案部门追究责任人失职渎职责任。对“违法违规”的通信运营商、信息服务商追究法定代表人和主管人员责任。
此外还发布了用于举报的联系方式，要求公众投诉和举报。

## 过程
4月13日，全国“扫黄打非”工作小组办公室、国家互联网信息办公室、工业和信息化部、公安部联合发布，宣布开展开展打击网上淫秽色情信息“扫黄打非·净网2014”专项行动。
4月14日，中华人民共和国教育部召开全国教育系统“扫黄打非·净网2014”专项行动座谈会。教育部及一些来自高等院校的教师和学生代表对高校网络信息审查的展开讨论。同日，浙江省以“刊载大量淫秽色情出版物”为由取缔“翠微居小说网”。广州市公安机关以“烟雨红尘小说网”制作、传播淫秽色情信息为由抓获周恩宏等10余名涉案人，查扣服务器6台、电脑12台。
4月15日，湖南省宣布响应并且实施本次行动。
4月16日，首都互联网协会发布倡议书响应本次行动。
4月17日，广东省开始响应并且实施本次行动，广东省人民政府宣布关闭淫秽网站256家。同日，“陌陌”软件被新闻媒体曝光了涉嫌传播色情淫秽图片、色情交易等信息，将面临中华人民共和国政府的处置。
4月18日，北京市人民政府已经关闭了色情视频网站账号241个和清理相关信息40584条。同日，“深圳快播科技公司”关闭QVOD服务器，停止基于快播技术的视频点播和下载。
4月20日，山西省开始响应并且实施本次行动。
4月21日，国家互联网信息办公室邀请了15家中共官方网站和6家门户网站“新浪网、腾讯网、百度网”等的代表在北京市参加了“中央新闻网站和主要商业网站负责人座谈会”，讨论各网站“自查自纠”进展及深入开展“扫黄打非·净网2014”专项行动的问题，敦促其遵纪守法、不要逾越红线、传播正能量。
4月22日，青海省开始响应并且实施本次行动。同日深圳市警察突袭深圳南山区科技园的“深圳快播科技公司”，开始盘问公司员工，警察已经封存了该公司的电脑，快播公司表示全力配合警察的行动。《光明日报》刊登报道称中国电信、中国移动、中国联通三家通信运营企业均表态“坚决支持开展打击专项行动”，并立即针对全国“扫黄打非”办公室通报的问题开展清理整顿。
4月23日，中国互联网协会秘书长卢卫在会员座谈会上倡议响应并且参与本次行动，提出“建立‘淫秽色情’黑名单信息共享机制”。新浪、迅雷、奇虎360、百度、网易等互联网企业的代表发言响应这次倡议，对网站内容严加清查，开设“不良信息举报入口”，从后台操作、前台页面等各个环节加强清查和防范力度，配合政府部门的审查工作。中国电信、中国移动、中国联通三家通信运营企业的代表也声称要“进一步强化制度、机制和技术手段”，坚决封堵、切断网络“淫秽色情”信息传播源，对涉及这些信息的应用程序一经发现立刻停止并下架，还通过完善网站备案管理清查接入的网站。河北省互联网信息办公室也于同日在河北会堂召开专项行动座谈会，中共河北省委宣传部、河北省互联网信息办公室、河北省官方网站、中学生、家长和教师代表都在会议上参与讨论。
4月24日，全国“扫黄打非”工作小组办公室通报称，新浪网涉嫌在其读书频道和视频节目中传播20部“淫秽色情互联网作品”和4部“色情互联网视听节目”，并决定拟吊销新浪公司的《互联网出版许可证》和《信息网络传播视听节目许可证》，依法停止其从事互联网出版和网络传播视听节目的业务，并处以5至10倍于违法金额的罚款。新浪随后发布声明，称“对于网络主管部门给予我们的严厉处罚，我们将认真执行，决不推诿”，并向公众“致以最诚挚的道歉”。
4月26日，大陆视频门户网站对《生活大爆炸》、《傲骨娇妻》、《海军罪案调查处》和《律师本色》四部进行下架处理，媒体舆论引用“业内人士”的分析称此次下架美剧与“净网”行动有关。
4月28日，著名下载代理服务商迅雷正式启动自我审查，其旗下的迅雷云播及离线下载产品已基本瘫痪，此举引发迅雷VIP付费用户的不满和退费呼声。
4月29日，中华人民共和国“扫黄打非”工作小组办公室等部门宣布已经依据中华人民共和国法律法规查处了淫秽色情网站110家、关闭各类违法违规账号3300多个。
5月15日，全国“扫黄打非”办公室通报深圳快播科技公司因存在传播淫秽色情内容信息的行为且情节严重，按照相关规定：广东省通信管理局拟对其处以吊销增值电信业务经营许可证的行政处罚，并且拘留了公司相关人员。
5月28日，文化部宣布91助手、豌豆荚等14家手机游戏平台因为发布含有宣扬色情内容的网络游戏、或在网络游戏推广和宣传过程中含有宣扬色情的内容被立案查处，其中10家完成了行政处罚，累计罚款11.3万元，并责令相关平台下架违规游戏，同时进行全面整改。
5月30日，微信、易信、微米、来往、陌陌、米聊、光明网时光谱等移动即时通信服务宣布启动自我审查以响应治理行动，并进行清理整顿。
6月3日，国家新闻出版广电总局宣布依法查处“淫秽色情”网站422家，关闭相关频道、栏目360个，关闭微博、博客、微信、论坛等各类账号4800多个，关停广告链接9000多个，删除“涉黄”信息30多万条。发言人称大多数线索是“网民举报”的，违法和不良信息举报中心每天收到的3000多条举报信息中有85%以上针对“淫秽色情网站”。还声称会同有关部门“深入推进专项行动”，重点整治三大领域突出问题，严厉打击四类网站违法违规行为。“三大突出问题”是大型门户网站“色情营销”、低俗炒作现象；搜索引擎网站“淫秽色情”信息“一搜即得”问题；通过移动互联网传播“淫秽色情信息”问题；“四类违法违规行为”指为“淫秽色情”网站发布广告和提供链接、游戏网站等利用“淫秽色情”和“低俗”弹窗吸引眼球、视频网站或文学网站推出“低俗视频、低俗文学”、应用程序商店及移动客户端中传播“淫秽色情及低俗信息”。
6月5日，国家新闻出版广电总局称总局相关部门正在对百度贴吧、网易博客、土豆网、道客巴巴等52家网站涉嫌登载传播《令人战栗的格林童话》系列等涉黑、涉暴、涉淫秽色情违法违规网络出版物行为进行调查。一经查实，将依法做出处罚，追究其民事与刑事责任。
6月6日，陕西省“扫黄打非”办公室组织商洛市公安、新闻出版、文化市场执法等部门破获一起销售假书号诈骗案，抓获主要犯罪嫌疑人殷学军。
6月20日，国家互联网信息办公室宣布累计处理、关闭“淫秽色情”网站1222家，并对天涯等5个影响较大的论坛性网站进行专项核查，涉及情感、时尚、娱乐、视频、贴图等版块、栏目150多个；在4月底前累计关闭的422家“淫秽色情”网站的复查中发现有132家已经恢复；还会同有关部门指导相关网站，累计关闭涉及“招嫖”等的账号2000余万个，其中“违法违规公众账号”3.3万个，删除“违法违规信息”40余万条，每日过滤“欺诈、虚假广告信息”1000余万条。
7月2日，全国“扫黄打非”办公室通报了第五批案件查处情况，包括了9起在网络传播“淫秽物品”“淫秽色情信息”的案件。其中晋江文学网榜上有名。
7月22日，工业和信息化部发布《关于深入开展整治移动智能终端应用传播淫秽色情信息工作的通知》，提出对适用于移动设备的应用及其生产商、发布商予以审核，强化对应用中所含的“淫秽色情”信息的监控，建立APP黑名单数据库。
7月29日，《新京报》报道北京天盈九州网络技术有限公司的凤凰网新闻客户端因为发布含有“情色低俗图片”的新闻报道而遭到首都互联网协会新闻评议专业委员会的强烈谴责。评议会要求北京天盈九州网络技术有限公司应当向全社会公开道歉，立即改正错误，并依法接受惩处。
8月6日，北京市文化市场行政执法总队以百度网盘传播的视听节目中含有淫秽色情内容，违反了的有关规定为由，对百度公司下达整改通知书，要求百度云网盘立即删除相关内容，关闭传播“淫秽色情”信息内容的账号，限期整改，并提交整改报告。
8月13日，武汉市文化执法、公安等部门联合行动，破获位于黄陂区刘店康城小区的一个制售盗版光盘窝点，抓获犯罪嫌疑人刘少武，查获大型光盘刻录机103台、发货记录本10余册，收缴盗版光盘26个品种共10余万张。
8月15日，快播科技公司法人兼总经理王欣被捕。
8月16日至19日，陕西省公安部门先后将涉嫌假冒记者对彬县某单位实施敲诈的犯罪嫌疑人王铭泽、韩延智、应海兵抓获。
8月19日，由于涉嫌一起假冒记者敲诈勒索系列案件，徐州市经济技术开发区人民法院以敲诈勒索罪，判处仲伟有期徒刑14年，并处罚金50万元；判处窦玉刚有期徒刑13年，并处罚金30万元；判处姚军有期徒刑6年，并处罚金15万元；判处阮从海有期徒刑2年6个月，并处罚金3万元。
8月26日，上海市第一中级人民法院判决李某等五名被告人因利用网络平台组织卖淫分别以组织卖淫罪、协助组织卖淫罪，被判处十年至三年不等有期徒刑，并处五万至二万元不等罚金。
9月2日，北京市公安局与北京市文化市场行政执法总队联合查获一制售盗版教材教辅的特大犯罪团伙。公安机关先后在北京、江西两地抓获涉案人员87人，其中刑拘32人，查扣涉嫌非法出版物120余万册、码洋5000余万元，以及大量印刷设备、账册等。
9月17日，全国“扫黄打非”办公室、公安部联合公布14起案件，均为通过微博、微信、微视、微电影等网络服务传播“淫秽色情信息”及“组织卖淫嫖娼”的案件。北京市公安机关打掉相关团伙4个，查处卖淫窝点6个，抓获违法犯罪分子25人。广东省公安机关破获5起相关案件，抓获违法犯罪分子37人。另外，全国扫黄打非办还宣布搜狐、腾讯、迅雷3家因为所经营的微博、微信等产品存在传播“淫秽色情”信息问题而受到处罚。搜狐因为搜狐博客有法律法规禁止内容的《人工少女3攻略》而被北京市文化市场行政执法总队处以罚款5万元的行政处罚；腾讯因其微信、微博等社交工具中存在传播“淫秽色情信息”而被深圳市南山区新闻出版局处以罚款5万元的行政处罚；迅雷下载工具的“离线服务器”中存有“淫秽色情”视频信息而被深圳市南山区新闻出版局处以罚款5万元的行政处罚。北京警方8月以来打掉利用微博、微信等社交工具组织卖淫活动的团伙4个，查处卖淫窝点6个，抓获违法犯罪分子25人。
9月23日，中国互联网违法和不良信息举报中心发布消息称迅雷、搜狐、腾讯、酷屏等网站通过弹窗广告传播非法内容，要求行政执法部门强加管理。
9月24日，深圳快播科技有限公司被北京市公安局海淀分局依法移送检察机关审查起诉，罪名是“涉嫌传播淫秽物品牟利案”。同日，国家互联网信息办公室、工业和信息化部、国家工商总局召开“整治网络弹窗”专题座谈会，决定于近期启动“整治网络弹窗”专项行动，强化对以网络弹窗传播淫秽色情信息、木马病毒、诈骗信息等非法行为的整治力度。
9月30日，中国互联网违法和不良信息举报中心发布消息称9月接到公众有效举报共40217件次。其中，淫秽色情有害信息举报28159件次，诈骗有害信息举报9350件次，网络谣言有害信息举报509件次，暴恐音视频有害信息举报115件次，侵害网民权益等其他违反“七条底线”的违法和不良信息举报2084件次。通知百度、腾讯、新浪、淘宝等网站删除色情链接5581条。通知网站处置网上传播淫秽色情信息的即时通讯账号300个，包括聚众组织在线色情表演的腾讯QQ群275个，进行网络招嫖活动、传播淫秽色情有害信息的QQ账号、微信账号25个。举报中心通知网站处置传播“网络谣言”的微信公众账号58个、博客账号830个、微博账号150个。Facebook、YouTube等因为对“暴力恐怖”视频“处置反应滞后”、“删除率很低”而受到中共當局指責。人人网、铁血社区、子陵论坛等网站删除网上“涉暴恐有害信息”78条。强军网、中原军事网、一点军事网、军神在线、半岛军事网等军事类网站在未备案、没有新闻登载资质的情况下刊载、自编自采新闻，传播“血腥暴力图片”及传播“低俗文字有害信息”，以及使用弹窗传播虚假医疗广告，举报中心已将举报线索转交政府主管部门处置。
11月24日，因为“跨省区制贩非法宗教出版物”，新疆和田市墨玉县人民法院以非法经营罪判处托合提尼亚孜·图尔荪尼亚孜有期徒刑6年，并处罚金人民币2万元；判处买买提阿不杜拉·乌布力有期徒刑5年，并处罚金人民币1万元。
12月25日，全国“扫黄打非”办公室宣布“净网2014”专项行动期间的“十大数据”。包括收缴各类非法出版物1579万件；受理网上淫秽色情信息的举报线索82402条；“扫黄打非办”单独或与其他部门督办各类“扫黄打非”案件共96起；查处各类“扫黄打非”案件8344起，其中淫秽色情出版物案件844起，侵权盗版出版物案件2687起，网络“扫黄打非”案件584起，“假媒体、假记者站、假记者”案件128起，其他非法出版案件4101起；4月24日世界知识产权日当天集中销毁侵权盗版及非法出版物2041万件。

## 社会反映
此次行动开展之后，当局宣称得到了来自中共官方和民间的大力支持和赞美，官方媒体同时列举外国处理色情内容的事例来证明此次行动的正当性，并发出了“将‘净网’进行到底”的口号以表示坚决打击。
一些社交网站逐渐公开宣布配合政府的专项行动，如百度贴吧在受到谴责与曝光之后，宣布展开“打击敏感不实信息专项行动”以示配合，并开设专栏公示被删除的信息总数和已封禁的账号，还要求网民配合举报删除含有“敏感不实信息”的帖子，一些知名贴吧和“贴吧倡议联盟”参与者发帖声明配合。2014年4月末百度雲亦宣告因應淨網行動而停止離線下載服務，進一步引起網民擔憂。迅雷雲播服務也受到影響，引發迅雷VIP付費用戶的不滿和退費呼聲。
有舆论认为此次“扫黄”行动可能成为中国当局变相收紧网络言论的工具。中国网络作家“天蚕土豆”认为此次“审查活动对正常写作的网络作家可能也有影响，主要原因是目前还没有一个审核的明确标准，过于空泛的指导很容易让审查尺度过松或者过紧。”加拿大多伦多大学公民实验室网站评论称，政府选择网络色情作为打击目标，是因为这个目标既明显，又具备正当性，“中国人通常不会对扫黄说不”，这样可以通过选择争议性较少的话题，在网上树立官方对互联网平台的权威和“规矩”，告诫“不规矩者”：政府在关注网上的一切。

## 后续
2014年11月6日，国家互联网信息办公室、国家新闻出版广电总局召开新闻发布会，宣布从即日起开展清理整治网络视频有害信息专项行动，从网络硬盘；智能手机应用下载服务；微博、博客、论坛、微信等互动环节分享的相关视频链接；无视听服务资质、甚至未备案的网站；互联网电视等领域展开整顿，重点围绕清理淫秽色情、暴力恐怖、虚假谣言等视频信息，一直持续到12月底。
2015年1月9日，全国“扫黄打非”办公室专职副主任周慧琳表示将继续开展“清源2015”“固边2015”“净网2015”“秋风2015”专项行动，并针对“制售有害和非法少儿出版物及信息违法活动”开展“护苗2015”专项行动。